# 大日本航空球磨号墜落事故
大日本航空球磨号墜落事故（だいにっぽんこうくう くまごうついらくじこ）とは1939年（昭和14年）に発生した、民間航空機による航空事故（離陸失敗事故）である。

## 事故の概要
1939年5月17日、大日本航空のロッキード スーパーエレクトラ「球磨号」（双発レシプロ機、機体記号：J-BCOZ）は福岡から朝鮮の京城（現：大韓民国・ソウル）を経由し中華民国の北京に向かう下り便として運航されるはずであった。
午前11時21分に和白村にあった雁ノ巣飛行場（福岡第一飛行場、現：福岡市雁の巣レクリエーションセンター）から離陸したが、直後に左エンジンがトラブルを起こして出力が低下したため失速、きりもみ状態で海岸近くのマツ林に墜落。墜落と同時にガソリンが爆発、マツ林に延焼した。この事故で乗員3名乗客8名のうち乗員2名乗客4名の6名が犠牲となり、5名が重軽傷を負う惨事となった。

## 事故原因

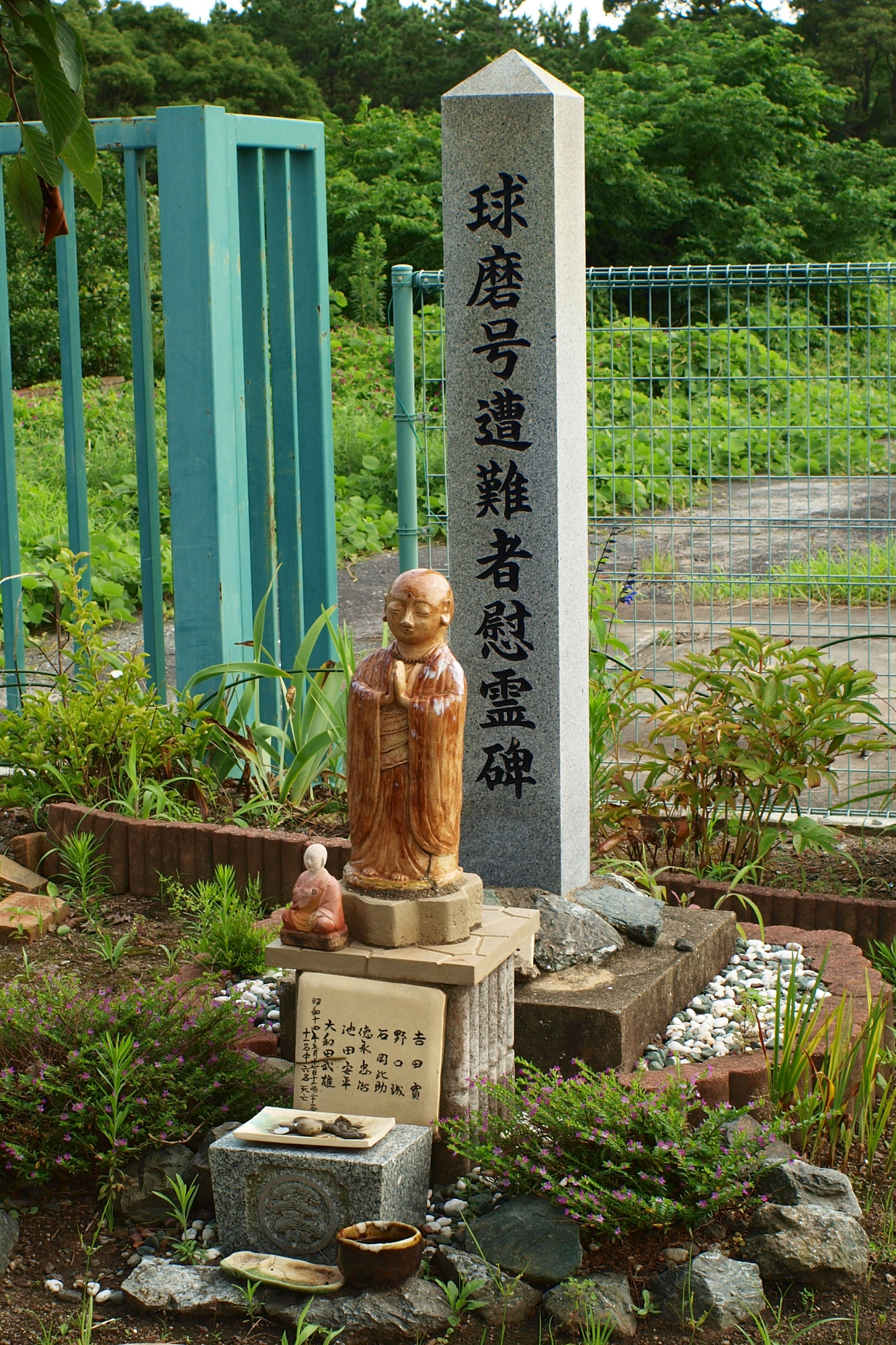
事故の慰霊碑

当時の雁ノ巣飛行場の滑走路は国内では標準的な800mだったが、アメリカや欧州の主要空港と比べると短かった。この短い滑走路から離陸するために、エンジン出力を最大にして離陸上昇する必要があった。しかし事故機となったロッキード スーパーエレクトラは、当時最新鋭の旅客機であり巡航速度も速かったが、エンジン性能が悪く翼面荷重が大きいため低速度における安定性に難があった。また運航航空会社は同型機でエンジントラブルによる離陸事故を半年の間に2度も起こしていた。1938年12月には北京で、1939年1月には青島でいずれも胴体着陸したが、そのときは空港敷地が広かったため難を逃れていた。球磨号の殉職したパイロットも青島における事故機に搭乗しており、この時は飛行場付近の屋根に衝突し機体を大破させたが、犠牲者は出ていなかった。そのため、事故は事故機の性能に問題があったにもかかわらず、無理な急上昇をしようとしたため、エンジントラブルに遭遇したことと、空港敷地が狭かったことが原因とされた。
現在、雁ノ巣飛行場跡地に犠牲者の冥福を祈り｢球磨号遭難者慰霊碑｣が立っている。